# Архангел (гурт)
Архангел — македонський рок-гурт.
Гурт зібрав Рісто Вртєв у Скоп'є в 1989. Рісто тоді був вокалістом гурту Мізар і колишнім членом X Inola.
У музиці колектив наслідує британський The Smiths та югославський Екатарина Велика, а зміст текстів пісень присвячений політиці та соціальному протистоянню у Македонії 1990-х.
Архангел за час свого існування випустив чотири студійні альбоми і вважається однією з найкращих груп у Македонії дев'яностих років. Група тісно співпрацює з мистецьким рухом Македонска Стрелба.

## Дискографія
- Arhangel (1991)
- Arhangel 2 (1993)
- Heart Core (1998)
- Heavenly Machine (2003)
- Live in Skopje (2004)